# Аґбуґа II
Аґбуґа II (груз. აღბუღა II ჯაყელი; 1407 — 1451) — атабег Самцхе (Месхетії) у 1444—1451 роках.

## Життєпис
Походив з роду Джакелі. Старший син Іване II, атабега Самцхе. Народився 1407 року. 1417 року батько передав Аґбузі та його братові Кваркваре номінальне управління Самцхе, ймовірно щоб захиститися від спроб грузинського царя Олександра I позбавити рід влади. десь у 1430-х років фактично отримав управління.
Спадкував владу після смерті батька 1444 року. Того ж року зіткнувся з вторгнення Джаханшаха, володаря Кара-Коюнлу. На допомогу атабегу прийшов грузинський цар Вахтанг IV. У запеклій битві біля Ахалціхе (столиці Самцхе) грузинське військо зупинило супротивника, який зрештою вимушений був відступити.
Невдовзі зацим проти Аґбуґи II повстав брат Кваркваре, вимагаючи частку влади. 1447 року, зазнавши поразки атабег звернувся по допомогу до грузинського царя Георгія VIII. спільно з яким завдав поразки Кваркваре, який потрапив у полон.
Зберігав вірність Грузинському царству до самої смерті у 1451 році. Йому спадкував брат Кваркваре II.